# Gravímetro
Gravímetro é o instrumento com o qual se mede a aceleração da gravidade. Dependendo das grandezas físicas envolvidas no processo de medição, os gravímetros são classificados em gravímetros absolutos e gravímetros relativos.
Nos gravímetros absolutos são medidas duas grandezas fundamentais (tempo e distância), enquanto que nos gravímetros relativos é medida uma grandeza fundamental (distância) e obtida uma grandeza derivada (aceleração). Isto significa que os gravímetros relativos fornecem a diferença de aceleração entre os pontos medidos. Assim, para se determinar a aceleração nesses pontos é necessário iniciar a medição num ponto onde se conheça o valor absoluto da aceleração da gravidade, denominado base gravimétrica.

## Gravímetros absolutos
Os gravímetros absolutos (geralmente explorando queda livre) são usados para estabelecer bases para medidas relativas. Os gravímetros relativos (geralmente explorando sistemas elásticos) são usados nos trabalhos rotineiros de Gravimetria.

## Gravímetros relativos
Eles são usados em pesquisas sobre as variações da gravidade e suas implicações na distribuição de densidades em subsuperfície, na determinação da figura local ou regional do geóide e em medições em laboratórios de metrologia de força, pressão e viscosidade.

## Termos relacionados
Leitura gravimétrica é o resultado da operação que envolve duas etapas: a) posicionar a massa do sistema elástico do aparelho sobre a posição de referência na escala graduada (linha de leitura), e b) ler o resultado combinando o contador e o dial do gravímetro.
Estação gravimétrica é o ponto no qual se determina a aceleração de gravidade. Procura-se medir em pontos cujas coordenadas geográficas e altitude em relação ao nível do mar são conhecidos, pois são dados de interesse à representação do campo de gravidade. Dependendo do gravímetro usado na medição, as estações gravimétricas são classificadas em estações gravimétricas absolutas (medidas com gravímetros absolutos) e estações gravimétricas relativas (medidas com gravímetros relativos). De acordo com as incertezas das medições e os objetivos do levantamento gravimétrico, as estações gravimétricas são classificadas em estações básicas e estações de densificação.
No Brasil, existem atualmente cerca de 23 estações absolutas de controle (Gemael et al, 1989, Sousa & Santos 2010), aproximadamente 600 estações básicas relativas (Blitzkow & Sá, 1978; Escobar, 1987; Subiza Piña & Sousa, 2001) e algumas centenas de milhares de estações de densificação usadas na prospecção gravimétrica de minerais e hidrocarbonetos (petróleo e gás), e em estudos da litosfera (Sá et al, 1992; Sousa & Santos, 2010).